# Ejido Chino de los López
Ejido Chino de los López är en ort i Mexiko.   Den ligger i kommunen Guasave och delstaten Sinaloa, i den västra delen av landet, 1 200 km nordväst om huvudstaden Mexico City. Ejido Chino de los López ligger 36 meter över havet och antalet invånare är 396.
Terrängen runt Ejido Chino de los López är mycket platt. Runt Ejido Chino de los López är det ganska tätbefolkat, med 100 invånare per kvadratkilometer. Närmaste större samhälle är Guasave, 14,8 km sydväst om Ejido Chino de los López. Trakten runt Ejido Chino de los López består till största delen av jordbruksmark.